# 적갈색쇠주머니쥐
적갈색쇠주머니쥐 (Marmosa lepida)는 남아메리카에 서식하는 주머니쥐과 유대류의 일종이다. 볼리비아와 브라질, 콜롬비아, 에콰도르, 가이아나, 페루 그리고 수리남에서 발견되며, 해발 100m에서 100m 사이 고도의 저지대 열대 우림에서 서식한다. 다른 근연종들과 마찬가지로 곤충과 나무 열대를 먹이로 먹는 것으로 추정하고 있다.